# Melma (creatura immaginaria)

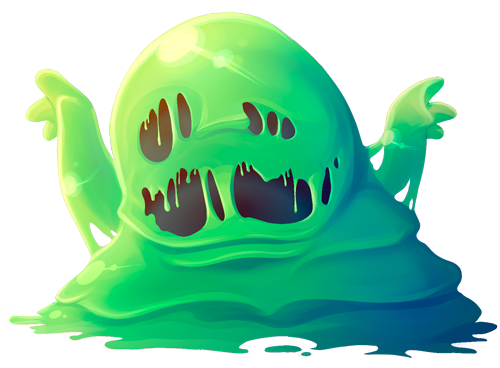
Illustrazione di una melma

La melma, o spesso anche chiamata slime e blob (dall'inglese), è una creatura immaginaria, ricorrente nella letteratura, il cinema, gli anime, i manga e i videogiochi fantasy, fantascientifici e dell'orrore.

## Descrizione
Le melme sono mostri dalla consistenza gelatinosa o viscosa e informe che si muovono strisciando. A volte presentano occhi, una bocca e/o braccia visibili. A seconda dei media in cui appaiono, possono essere terrificanti oppure avere una parvenza più graziosa. Sono solitamente ostili, ma non sempre pericolose.
Secondo l'accademico Steven Shaviro, le melme della fantasia hanno l'aspetto di organismi unicellulari oppure di superorganismi «dei quali non si riesce a comprendere la natura complessa». Inoltre, le melme sarebbero privi della differenziazione degli organi e dei tessuti che caratterizzerebbero la vita multicellulare. Proprio a causa di ciò, queste creature sarebbero «un collettivo senza individui, senza componenti specializzate e senza alcun tipo di struttura articolata (o gerarchica)». Marijeta Bradić scrive che le melme nella narrativa «fungono da strumento per mettere in discussione l'idea dell'eccezionalismo umano».
Diversi autori sottolineano la valenza simbolica delle melme. Il designer Steven Heller ritiene che, nella fantascienza, le melme siano spesso usate come «metafora per l'intangibile o impensabile». Alcuni scrittori di sesso maschile, come Lovecraft, al quale è attribuita l'invenzione del topos letterario delle melme, correlano queste creature alla femminilità, in quanto ritenevano le donne "disgustosamente diverse" dagli uomini. Un esempio di questo simbolismo è evidente nel racconto di Lovecraft Dagon, dedicato all'omonima melma e il cui nome si rifà alla divinità mesopotamica a volte raffigurata come un ibrido tra un pesce e una donna. Il giornalista americano Daniel Engber considera le melme del cinema degli anni 1980, come Slimer e l'ectoplasma di Ghostbusters, emblematici nel rappresentare i timori correlati alle armi nucleari e le radiazioni all'epoca della guerra fredda.
Le melme sono ricorrenti nei videogiochi, spesso come tipi di nemici. In altri casi rivestono il ruolo di protagoniste.